# N형 반도체
N형 반도체란 전하를 옮기는 캐리어로 자유전자가 사용되는 반도체이다. 음의 전하를 가지는 자유전자가 캐리어로서 이동해서 전류가 생긴다. 즉, 다수 캐리어가 전자가 되는 반도체이다. 예시로, 실리콘과 동일한 4가 원소의 진성 반도체에, 미량의 5가 원소 (인, 비소등)을 불순물로 첨가해서 만들어진다.
- N형 반도체를 만들기 위한 불순물을 도너라고 하며, 이 불순물에 의해서 형성된 준위를 도너 준위라고 부른다.
- 음의 (negative) 전하를 가지는 자유전자가 다수 캐리어인 것으로부터, negative의 머리글자를 취해서 N형 반도체로 불린다.
- 전자공학에서는 n형 반도체라고도 표기된다. (일본 공업규격 (JIS))

## 같이 보기
- 반도체
- P형 반도체
- 트랜지스터